# 華威·安德森

華威·安德森（Warwick Anderson，1958年—），澳大利亞醫師、詩人與歷史學家。

## 生平
曾任教於哈佛大學、墨爾本大學、加州大學舊金山分校與柏克萊大學，現任教於雪梨大學。作為一個科學史與醫學史學者，安德森關注於殖民情境以及醫學跟科學全球化下種族思維的生物醫學面向。他將人類學的視角與理論引入醫學史與科學史；開創了分析科學與全球化的新框架；並引領歷史研究進入科學交換的物質文化。他對科學與醫學的後殖民研究的論述極具影響力，並促使科學與技術研究（science and technology studies）內部產生新的研究類型。

## 著作
其知名作品《失落靈魂的收集者》（The Collectors of Lost Souls: Turning Kuru Scientists into Whitemen）與庫魯病研究的歷史相關。主角為於1976年獲得諾貝爾生醫學獎的美國醫師蓋杜·謝克。